# Aldor
Aldor é uma linguagem de programação cuja motivação original veio da área da álgebra para computadores com objetivo de fornecer uma extensão de linguagem melhorada para Sistemas AXIOM. 
O desejo para o modelo extremamente rico em relacionamentos entre estruturas matemáticas foi impulsionado pelo design de Aldor em direções um pouco diferentes do que as de outras linguagens de programação contemporâneas. Aldor coloca mais ênfase sobre o tratamento uniforme das funções e tipos, e menos ênfase sobre um modelo particular de objeto. Este modelo proporciona a flexibilidade necessária para resolver o problema original, e também já foi provado o significado do uso fora desse contexto inicial.
As considerações primárias na formulação de Aldor foram a generalidade, a potência dos mecanismos de composição e a eficiência. A linguagem Aldor foi especificamente concebida para incluir uma série de otimizações importantes, permitindo compilação para código de máquina cuja eficiência é freqüentemente comparável com o código produzido por um bom compilador C ou Fortran. 
Aldor é incomum entre linguagens de programação compiladas, porque os tipos e funções  são de “primeira classe”, ambos os tipos e funções podem ser construídas dinamicamente e manipuladas da mesma forma que quaisquer outros valores. Ela fornece uma natural fundamentação tanto para orientação a objeto como para estilos de programação funcionais (funções), e conduz para programas em que os componentes desenvolvidos podem ser combinados de formas bastante poderosas. 
Duas novidades dos recursos de Aldor são os tipos dependentes, que permitem a verificação estática de objetos dinâmicos, e extensões de tipo “post facto”, que permitem que bibliotecas complexas sejam separadas em componentes desacoplados.
Os programas compilados em Aldor podem ser:
•  Programas executáveis stand-alone;
•  Objetos de bibliotecas em formatos nativos de sistemas operacionais;
•  Bibliotecas de bytecode portáveis;
•  Fontes em C e Lisp;